# Arturo Benedetti Michelangeli
Arturo Benedetti Michelangeli (5. ledna 1920, Brescia – 12. června 1995, Lugano) byl italský klavírista.
V dětství se chtěl stát houslistou, ale kvůli nemoci musel přejít na klavír. V letech 1930–1933 studoval milánskou konzervatoř, jeho učitelem byl Giovanni Anfossi. Roku 1939 získal první cenu na klavírní soutěži v Ženevě. Jeho světová kariéra začala londýnským debutem roku 1946. Měl na klavíristu světové třídy poměrně úzký repertoár, což lze přičíst jeho perfekcionismu; jeho interpretace se však vyznačují zvukovou barevností, jasnou hudební strukturou a dokonalou technikou.
V roce 1964 Arturo Benedetti Michelangeli založil Mezinárodní klavírní akademii v Brescii. K žákům jeho mistrovských tříd patřili mj. Ivan Moravec, Martha Argerichová a Maurizio Pollini.